# 第二侦察集群
德国公海舰队的第二侦察集群主要由轻巡组成。

## 舰船
皮劳号、艾尔宾号、威斯巴登号、法兰克福号（指挥官博迪克少将）、科尼斯堡号、卡尔斯鲁厄号、埃姆登号、纽伦堡号。